# 9P133 Malutka-P
9P133 Malutka-P – radziecka samobieżna wyrzutnia przeciwpancernych pocisków kierowanych 9M14 Malutka stworzona na bazie pojazdu BRDM-2.

## Historia
Wraz z pojawieniem się przeciwpancernych zestawów rakietowych drugiej generacji rozpoczęto w Związku Radzieckim prace nad modernizacją starszych zestawów, w celu dostosowania ich do warunków perspektywicznego pola walki. Dla zestawu Malutka skonstruowano aparaturę do półautomatycznego kierowania pociskiem, którą zamontowano na podwoziu samochodu opancerzonego BRDM-2, tworząc wyrzutnię 9P133. Wraz ze zmodernizowanym pociskiem 9M14P, jako zestaw „Malutka-P” (P od „połuawtomaticzeskij”), przyjęto ją oficjalnie do uzbrojenia Armii Radzieckiej 18 grudnia 1969 r. Seryjna produkcja rozpoczęła się dopiero w 1971 (17 pojazdów), a na większą skalę - w 1972 roku. Zastąpiła w produkcji poprzednią samobieżną wyrzutnię 9P122 pocisków 9M14M Malutka-M, na tym samym podwoziu (najłatwiejszą możliwość identyfikacji stanowi jedno okno z przodu 9P122 i dwa okna w 9P133). Oprócz krajów Układu Warszawskiego, w tym w Polsce, zestaw był eksploatowany w niektórych państwach bliskowschodnich (z dużym powodzeniem w wojnie 1973 r.) i afrykańskich.

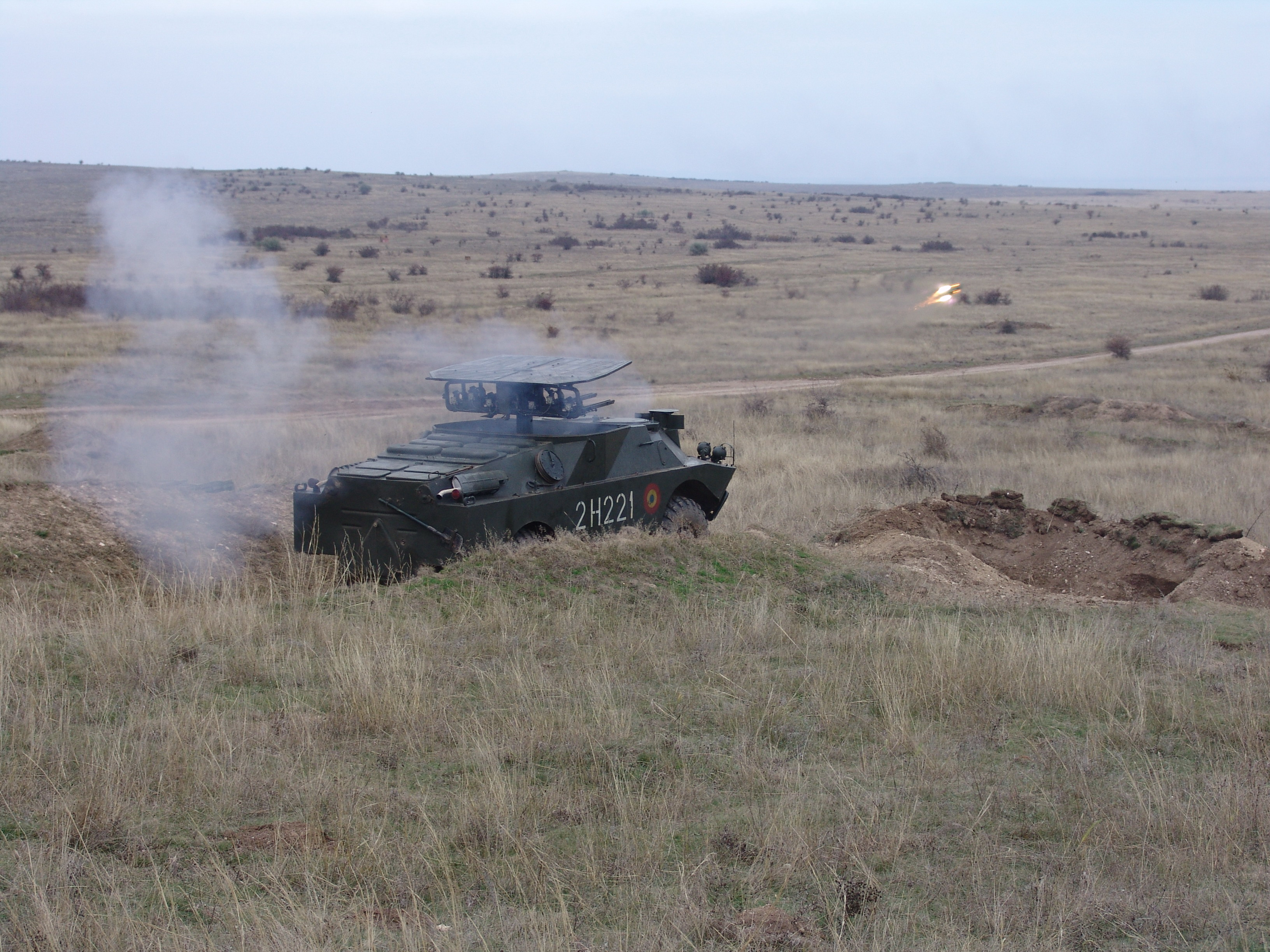
Rumuński 9P133 po wystrzeleniu pocisku